# Forces irrésistibles
Forces irrésistibles (titre original : Irresistible Forces) est un roman de Danielle Steel, paru aux États-Unis en 1999 puis en France en 2000.

## Résumé
Steve et Meredith Whitman sont mariés depuis quatorze ans. Meredith travaille dans une banques d'investissement de Wall Street et Steve est chirurgien au service des urgences d'un hôpital de |New York.
Meredith est sollicitée pour un poste de directrice financière d'une société de San Francisco. L'éloignement est un problème, Steve l'encourage à accepter proposant de la rejoindre rapidement. Mais Steve ne trouve pas de travail à San Francisco et le couple se voit désormais rarement. Meredith est devient proche de son patron Callan Dow et Steve sympathise avec une nouvelle collègue. 
Meredith et Stève constatent finalement leur éloignement et essayent de remédier à cela, mais des forces irrésistibles semblent s'opposer à cette démarche comune .